# Paul Ascherson
Paul Friedrich August Ascherson (4 juin 1834 – 6 mars 1913 ) est un botaniste prussien.

## Biographie
Paul Ascherson, né à Berlin en 1834, est le fils d'un conseiller en santé. En 1850, il commence à étudier la médecine à l'université de Berlin, mais s'intéresse rapidement davantage à la botanique. En 1855, il obtient le titre de docteur en présentant une thèse sur la flore de la Marche de Brandebourg. Dans les années 1850, il herborise en Saxe, notamment en compagnie de Ludwig Schneider (de) et Gustav Maass (de). En 1860, Ascherson devient assistant au jardin botanique de Berlin. En 1863, il est promu professeur de botanique systématique et de phytogéographie. En 1873, Paul Ascherson devient professeur agrégé à l'université de Berlin. Il a accompagné Friedrich Gerhard Rohlfs lors de son expédition de 1873 à 1874 dans le désert libyen. Après 1876, il participe à d'autres expéditions en Afrique, avant de publier des ouvrages fondamentaux sur la flore du continent africain. Dans les années 1890, il herborise dans le pays de Jerichow et dans le Vorharz (de) avec Paul Graebner.
Ascherson est connu pour avoir combiné un travail sur la flore dans certaines localités avec ses propres observations pour rédiger des descriptions de la flore d'un grand territoire.
Paul Ascherson était aussi un entomologiste. Ses collections d'insectes faites en Afrique sont conservées au musée d'histoire naturelle de Berlin

## Œuvres
- (de) Über die Gattung Anticharis, 1867
- (de) Paul Ascherson & Georg Schweinfurth, « Primitiæ Floræ Marmaricæ », mit Beiträgen von P. Taubert, Genève, Bulletin de l'Herbier Boissier, vol. 9, p. 433 sq., septembre 1893, lire en ligne.
- (de) Paul Ascherson & Paul Graebner, Synopsis der Mitteleuropaïschen Flora, Leipzig, Wilhelm Engelmann, 1896-
- (de) Paul Graebner & Paul Ascherson, Nordostdeutsche Schulflora, Berlin, Borntraeger, 1902

## Plantes nommées en son honneur
- Marrubium aschersonii
- Plantago aschersonii[1]